# Intèrpret d'ordres en Linux
L'intèrpret d'ordres és la interfície entre l'usuari i el sistema operatiu. Per aquesta raó, se li dona el nom anglès "shell", que significa "closca". Per tant, la shell actua com un intermediari entre el sistema operatiu i l'usuari gràcies a línies d'ordres que aquest últim introdueix. La seva funció és la de llegir la línia d'ordres, interpretar el seu significat, dur a terme l'ordre i després llançar el resultat per mitjà de les sortides. Existeixen diversos shells en Linux. La més comuna és sh (cridada "Bourne shell"), bash, csh ("C Shell"), Tcsh ("Tenex C shell"), ksh ("Korn shell") i zsh ("Zero shell"). Generalment, els seus noms coincideixen amb el nom de l'executable.
Les comandes o ordres de linux són una part molt important quan es vol entrar a l'administració i programació d'aquest sistema operatiu. Hi ha una immensa quantitat de comandes ja siguin per a ajuda, per a maneig d'arxius i directoris, per maneig d'usuaris, de processos, de disc, de sistema, de xarxa, d'impressores, etc. A continuació una llista d'algunes d'elles (cal recordar que totes tenen ordres de més per quan els invoquem tipus ls -l per saber-les totes feu servir les comandes d'ajuda):

## Llistat d'ordres

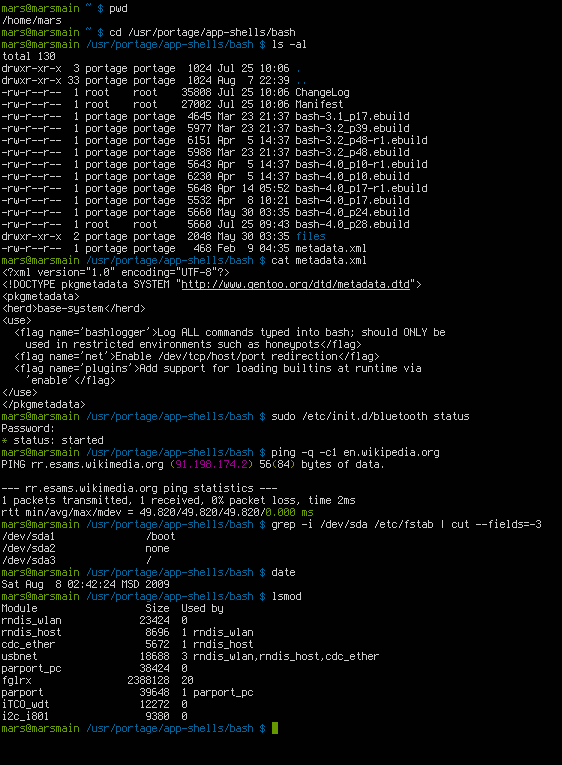
Shell de línia d'ordres

### Ajuda
| Comanda | Descripció                                  |
| ------- | ------------------------------------------- |
| man     | mostra manual de la comanda que li indiquem |
| --help  | dona una ajuda de les ordres                |

Nota: per exemple podem escriure: man ls

### Arxius i directoris
| Comanda    | Descripció                                                                            |
| ---------- | ------------------------------------------------------------------------------------- |
| ls         | llista els arxius                                                                     |
| sort       | ordena alfabèticament una llista d'arxius                                             |
| cd         | canvi de directori                                                                    |
| pwd        | mostra la ruta absoluta al directori actual                                           |
| tree       | mostra l'estructura de directoris i arxius de forma gràfica                           |
| mkdir      | crea un directori                                                                     |
| rmdir      | esborra directoris/carpetes si són buits                                              |
| rm -r      | esborra directoris i tot el que hi hagi dintre (recursivitat)                         |
| cp         | copia arxius                                                                          |
| rm         | esborra arxius                                                                        |
| mv         | mou o canvia el nom d'arxius i directoris                                             |
| cat        | visualitza el contingur d'un o més arxius                                             |
| more       | mostra el contingut dels arxius                                                       |
| less       | mostra el contingut dels arxius                                                       |
| split      | divideix arxius                                                                       |
| find       | busca arxius                                                                          |
| locate     | localitza arxius segons una llista generada                                           |
| updatedb   | actualitza la llista dels arxius existents                                            |
| whereis    | mostra la ubicació d'un arxiu                                                         |
| file       | mostra el tipus d'arxiu                                                               |
| whatis     | mostra la descripció d'un arxiu                                                       |
| wc         | compta línies, paraules o caràcters en un arxiu                                       |
| grep       | busca un text en arxius                                                               |
| head       | mostra l'inici d'un arxiu                                                             |
| tail       | mostra el final d'un arxiu                                                            |
| tailf      | mostra el final d'un arxiu i el que s'afegeixi a l'instant (logs)                     |
| tr         | reemplaça caràcters en un fitxer de text                                              |
| sed        | canvia una cadena de caràcters per una altra                                          |
| join       | creua la informació de dos arxius i mostra les parts que es repeteixen                |
| paste      | pren la primera línia de cada arxiu i les combina per formar una línia de sortida     |
| uniq       | elimina línies repetides adjacents de l'arxiu d'entrada quan copia l'arxiu de sortida |
| cut        | selecciona columnes d'una taula o camps de cada línia del fitxer                      |
| ln         | crea enllaços a arxius o carpetes                                                     |
| diff       | mostra les diferències entre dos fitxers                                              |
| fuser      | mostra el que un usuari té en ús o bloquejat un arxiu o recurs                        |
| tar        | empaqueta arxius                                                                      |
| gzip       | comprimeix en arxius .gz                                                              |
| gunzip     | descomprimeix arxius .gz                                                              |
| compress   | comprimeix arxius Z                                                                   |
| uncompress | descomprimeix arxius Z                                                                |
| chmod      | canvia permisos a arxius i directoris                                                 |
| chown      | canvia de propietari                                                                  |
| chgrp      | canvia de grup                                                                        |
| vi         | obre l'editor de text vi                                                              |
| pico       | edita un fitxer de text                                                               |

- Instal·lació/desinstal·lació de programari en SO que funcionen amb arxius .apt
  - apt-get update (actualitza la informació del nostre servidor de paquets)
  - apt-cache search <paràmetre> (busca <paràmetre> en les definicions dels paquets)
  - apt-cache search paquet (descripció del paquet)
  - apt-cache depend paquet (mostra les dependències)
  - apt-get install <paquets> (descàrrega i instal·la els paquets sol·licitats)
  - apt-get remove <paquets> (desinstal·la els paquets sol·licitats)
  - apt-get upgrade (actualitza els paquets instal·lats a la nova versió)
  - apt-get clean (elimina tots els paquets descarregats)
  - apt-build install paquet (compila el tarball, crea el paquet deb i ho instal·la)
- Instal·lació/desinstal·lació de paquets .DEB
  - dpkg -i paquet - Instal·lació de paquets .deb
  - dpkg -r paquet - Desinstal·la un paquet.
  - dpkg --purge paquet - Desinstal·la a més els fitxers de configuració.
  - dpkg --force -r paquet - Força la desinstal·lació.
  - dpkg -c paquet - Mostra el contingut d'un paquet.
  - dpkg -L paquet - Mostra tots els fitxers.
  - dpkg -S fitxer - Mostra a quin paquet pertany.
  - dpkg --get-selections - Llistat tots els instal·lats.
  - dpkg-reconfigure paquet - Reconfigura paquets.
- Consoles virtuals
  - Alt+F1 a Alt+F6 fora de l'entorn gràfic
  - Ctrl+Alt+F1 a Ctrl+Alt+F6 si estem en entorn gràfic
  - Alt+F7 tornar a les X
- Cerca de fitxers
  - Mode d'ús: find [ruta_accés...] [expressió] exemple: find . -name “*module*”
  - whereis executable - Busca un executable
  - type ordre- Mostra la ubicació de l'ordre.
- Permisos, usuaris i grups
  - chmod Modificar permisos
  - chown Modificar propietari
  - chgrp Modificar grup
  - adduser o useradd crega un usuari nou.
  - adduser user group – afig un usuari a un grup.
  - deluser borra un usuari del sistema.
  - delgroup group elimina un grup
  - deluser user group – elimina un usuari d'un grup

- Manuals
  - man <PalabraClave> – mostra el man determinat
  - man -f <PalabraClave> - busca la <paraula clau>
  - man -k <PalabraClave> - busca en el contingut.
  - man <secció> <PalabraClave> - flama la secció del man
  - apropos paraula_clau -Busca dins de les man
- Configuració de xarxa
  - ifconfig eth0 192.168.1.1 netmask 255.255.255.0 up
  - ifconfig eth0 down
  - ifconfig eth0 hw ether 00:01:02:03:04:05
  - ifconfig eth0:1 192.168.1.1 netmask 255.255.255.0 up
  - dhclient eth0
  - route add default gw 161.116.32.254
  - route add -net 192.168.2.0/24 gw 192.168.1.254
  - netstat -nr Mostra la taula de routing.
  - Eines sense fils per a Linux